# Cercuri din culturi

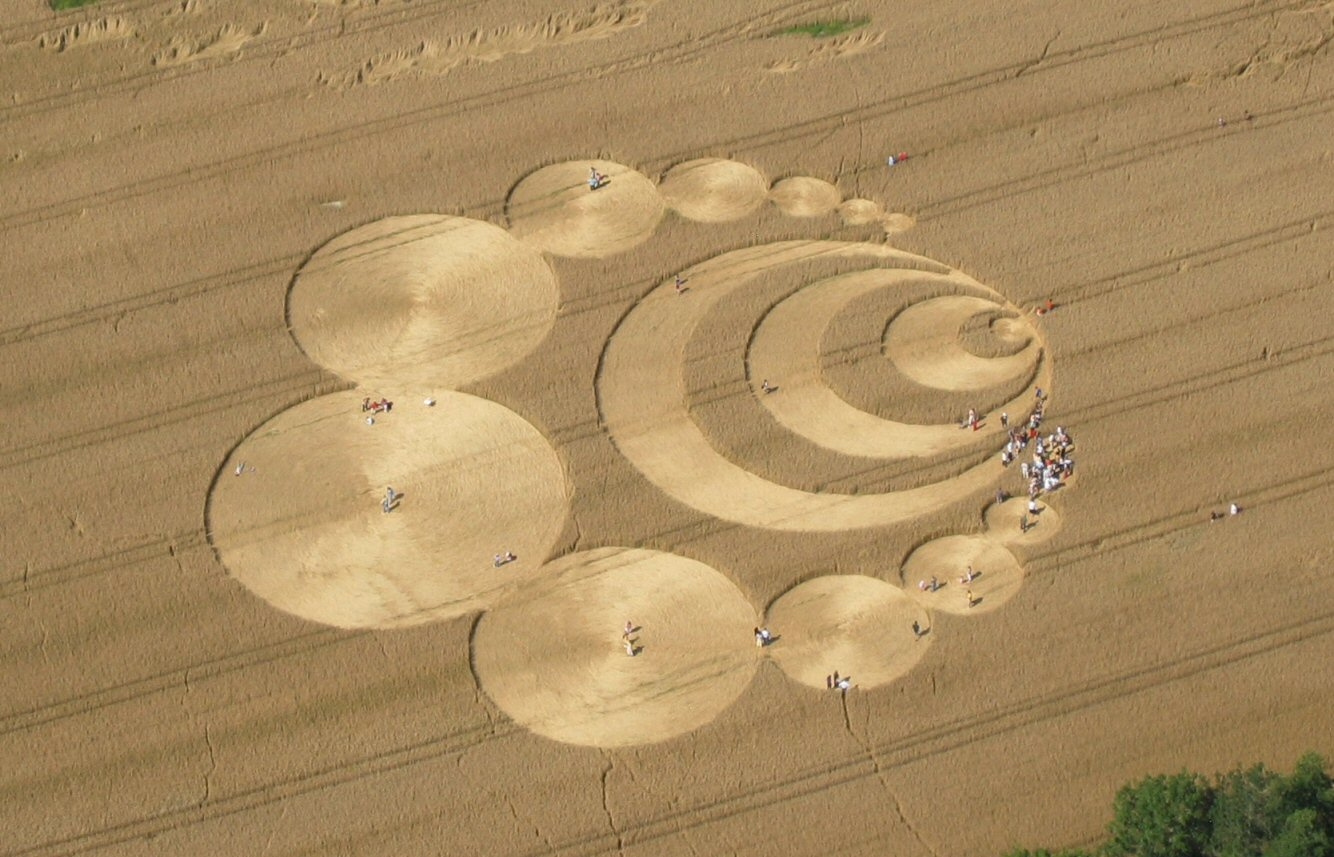
Cerc în cultură din Elveţia

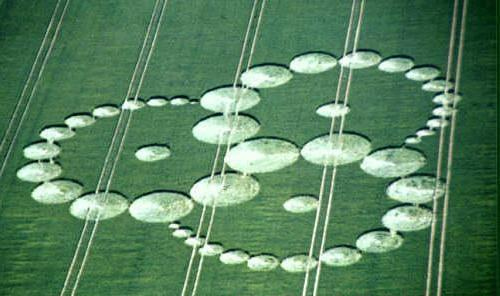
Cerc în cultură din Triskelion

Un cerc din cultură (ori cerc din lan, cerc din grâu, cerc din porumb etc.) este un model creat prin aplatizarea unei culturi precum grâu, orz, secară, porumb de către oameni sau forțe necunoscute. Termenul de cerc din cultură a intrat în Dicționarul Englezesc Oxford, în 1990. În 1991, Doug Bower și Dave Chorley au declarat că au studiat fenomenul de cercuri în culturi încă din 1978. Cu toate acestea, entuziaștii paranormalului, ufologi și investigatori ai anomaliilor continuă să ofere explicații alternative, care sunt criticate de grupările de sceptici cum ar fi Committee for Skeptical Inquiry. Cercurile au devenit o importantă sursă pentru turism în Wiltshire, Anglia.